# Korinthia
Korinthia (griechisch Κορινθία Korinthía, deutsch auch Korinthien) ist eine historische Landschaft im Nordosten der Peloponnes und einer der fünf Regionalbezirke der griechischen Region Peloponnes. Bis zur Verwaltungsreform von 2010 hatte das Gebiet den Status einer Präfektur, hat seither abgesehen von der Sitzzuteilung im peloponnesischen Regionalrat keine politische Bedeutung mehr.
Das Gebiet des Regionalbezirks Korinthia (Περιφερειακή Ενότητα Κορινθίας Periferiakí Enótita Korinthías) besteht aus der Umgebung der Hauptstadt Korinth, westlich auf der Halbinsel Peloponnes, aber auch östlich des Isthmus auf dem angrenzenden Festland, liegt also zwischen dem Golf von Korinth und dem Saronischen Golf. 
Zusammen mit der Argolis bildete Korinthia mit einer kurzen Unterbrechung seit der griechischen Unabhängigkeit zusammen mit den Inseln Ydra, Spetses und Kythira die Präfektur Argolidokorinthia. Erst 1949 wurden die Gebiete getrennt, und die Präfektur in ihren späteren Grenzen entstand.
Neben der Hauptstadt, deren antike Sehenswürdigkeiten wie die Akrokorinth zu den touristischen Hauptanziehungspunkten gehören, gelten vor allem die Ruinen von Nemea, des antiken Isthmia und Sikyons als sehenswert. An der Küste des Korinthischen Golfs befindet sich der Badeort Xylokastro, jenseits des Isthmus, gegenüber von Korinth liegt die hauptsächlich für den innergriechischen Tourismus bedeutende Kurstadt Loutraki, die auch eines der bekanntesten Mineralwässer Griechenlands produziert. Im Landesinneren befinden sich das Kyllini-Gebirge (höchste Erhebung 2.376 m ü. NN) und der Stymphalos, neben Nemea einer der Schauplätze der antiken Herakles-Sage. Bedeutendster Fluss der Präfektur ist der Asopos.
Korinthia umfasst die Gemeinden Korinth, Loutraki-Perachora-Agii Theodori, Nemea, Sikyona, Velo-Vocha und Xylokastro-Evrostini.